# Олдуорт, Элизабет
Элизабет Олдуорт (англ. Elizabeth Aldworth) (1695—1775), известная как Леди-масон, урожденная почтенная Элизабет Ст. Легер, дочь Артура Ст. Легер, первого виконта Донерейла (Графство Корк, Ирландия). В 1713 году вышла замуж за эсквайра Ричарда Олдуорта.
Родилась в 1695 году — дочь Артура Сент-Леже, 1-го виконта Донерейла в графстве Корк (Ирландия). В 1713 году она вышла замуж за эсквайра Ричарда Олдуорта.

## История
Из рассказа, опубликованного её семьей в 1811 году следует, что она наблюдала за работой в первых двух градусах масонской ложи в доме своего отца и была обнаружена, и после некоторых обсуждений посвящена в степени ученика и подмастерья в 1712 году в ложе № 44 в Донерейл.
Хотя в целом масонским обществом она рассматривается как нерегулярный масон, с точки зрения принятых уже после её посвящения установлений ОВЛА, на Элизабет Олдуорт часто обращают внимание и даже превозносят её некоторые ложи, особенно в смешанном масонстве.
Регалии Элизабет Олдуорт выставлены в масонском храме города Корк, на улице Таки, в доме № 27, где также в столовой в её честь выставлено множество масонских артефактов. Сегодня в ложе № 44 также используется стул с балдахином, который принадлежал Миссис Олдуорт.

### Память
Элизабет Олдуорт умерла в 1775 году. На месте захоронения, в Соборе Святого Финбарра, масонами города Корк установлена мемориальная доска, на которой написано:

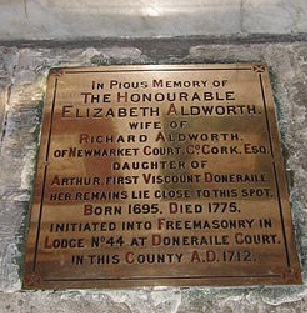
Мемориальная доска в Соборе Святого Финбарра

| В благочестивой памяти Почтенной Элизабет Олдуорт жене Ричарда Олдуорта, дочери Артура, первого виконта Донерейла. Её останки лежат близко к этому месту. Родилась в 1695 году, умерла в 1775 году. Инициирована в масонство в ложе № 44, Донерейл этого округа, A.D. 1712 года. |